# Grassmannienne affine
En mathématiques, la grassmannienne affine d'un groupe algébrique G sur un corps k est un ind-schéma – une limite inductive de schémas de dimension finie – qui peut être considéré comme une variété de drapeaux pour le groupe des lacets formels G(k((t))) et qui décrit la théorie des représentations du groupe dual de Langlands LG à travers ce que l'on appelle la correspondance géométrique de Satake.

## Définition de la grassmannienne via le foncteur de points
Soit k un corps, et soit {\displaystyle k{\text{-Alg}}} la catégorie des k-algèbres commutatives et soit Set la catégorie des ensembles respectivement. Grâce au lemme de Yoneda, un schéma X sur un corps k est déterminé par son foncteur des points (en), à savoir le foncteur {\displaystyle X:k{\text{-Alg}}\to \mathrm {Set} } qui envoie A sur l'ensemble X(A) des A-points de X. On dit alors que ce foncteur est représentable par le schéma X. La grassmannienne affine est un foncteur allant des k-algèbres vers les ensembles qui n'est pas représentable mais qui admet une filtration par des foncteurs représentables. En tant que tel, bien qu’elle ne soit pas elle-même un schéma, on peut la voir comme une réunion infinie de schémas, ce qui suffit pour lui appliquer avec profit des méthodes géométriques pour l’étudier.
Soit G un groupe algébrique sur k. La grassmannienne affine GrG est le foncteur qui associe à une k-algèbre A l'ensemble des classes d'isomorphisme de paires (E,φ), où E est un espace homogène principal pour G sur {\displaystyle \operatorname {Spec} A[[t]]} et φ est un isomorphisme défini sur {\displaystyle \operatorname {Spec} A((t))} de E sur le G-fibré trivial {\displaystyle G\times \operatorname {Spec} A((t))}. Par le théorème de Beauville-Laszlo (en), on peut également coder ces données en fixant une courbe algébrique X sur k, un k-point x sur X, et en considérant E comme un G-fibré sur XA et φ une trivialisation sur (X − x)A. Lorsque G est un groupe réductif, GrG est en fait ind-projectif, c'est-à-dire que c'est une limite inductive de schémas projectifs.

## Définition comme espace quotient
Soit {\displaystyle {\mathcal {O}}=k[[t]]} l'anneau des séries formelles sur k et soit {\displaystyle {\mathcal {K}}=k((t))} son corps des fractions, c'est-à-dire le corps des séries de Laurent formelles sur k. En choisissant une trivialisation de E sur {\displaystyle \operatorname {Spec} {\mathcal {O}}} entier, on peut identifier l'ensemble des k-points de GrG à l'espace quotient {\displaystyle G({\mathcal {K}})/G({\mathcal {O}})}.